# كلادينة جبلية
كلادينة جبلية (الاسم العلمي:Caladenia montana) هي نوع من النباتات تتبع جنس الكلادينة من الفصيلة السحلبية.